# 옌자민
옌자민(본명: 김윤호, 1999년 3월 5일~)은 대한민국의 래퍼이고, 2018년 《고등래퍼2》에 참가하여 세미파이널까지 진출하였다.

## 학력
- 숭실고등학교 (졸업)

## 출연 작품

### 텔레비전 프로그램
- 《고등래퍼 2》 (2018)